# آرثر جينو
آرثر جينو (بالفرنسية: Arthur Jugnot)‏
```
هو 
ممثل
 
فرنسي
، ولد في 2 ديسمبر 1980 
بباريس
 في 
فرنسا
.
[
3
]
[
4
]
[
5
]
```

## وصلات خارجية
- آرثر جينو على موقع IMDb (الإنجليزية)
- آرثر جينو على موقع ألو سيني (الفرنسية)
- آرثر جينو على موقع أول موفي (الإنجليزية)
- آرثر جينو على موقع قاعدة بيانات الفيلم (الإنجليزية)
- آرثر جينو على موقع كينوبويسك (الروسية)